# Томаж Внук
Томаж Внук (словен. Tomaž Vnuk; народився 11 квітня 1970 у м. Любляна, Югославія) — словенський хокеїст, правий нападник. 
Вихованець хокейної школи «Олімпія» (Любляна). Виступав за «Олімпія» (Любляна), «Медисин-Гет Тайгерс» (ЗХЛ), ХК «Целє», ФЕУ «Фельдкірх», ХК «Філлахер», «Альфа» (Любляна), ХК «Єсеніце».
У складі національної збірної Югославії провів 11 матчів; учасник чемпіонату світу 1991 (група B). У складі національної збірної Словенії провів 171 матч (88 голів); учасник чемпіонатів світу 1993 (група C), 1994 (група C), 1995 (група C), 1996 (група C), 1997 (група C), 1999 (група B), 2001 (дивізіон I), 2003 і 2004 (дивізіон I). 
Чемпіон Словенії (1995, 1996, 1997, 1998, 2000, 2001, 2002). Чемпіон Австрії (1998). Чемпіон Євроліги (1998). Чемпіон Альпенліги (1998, 1999).